# فيليس كوك كارليسلي
فيليس كوك كارليسلي هي مهندسة معمارية كندية، ولدت في 1912، وتوفيت في 1954.